# آیاکی سوزوکی
آیاکی سوزوکی (انگلیسی: Ayaki Suzuki؛ زادهٔ ۱۳ آوریل ۱۹۸۷) بازیکن فوتبال اهل ژاپن است.